# Рейнаут Віллем ван Беммелен
Рейноут Віллем ван Беммелен, також відомий як Рейн ван Беммелен (14 квітня 1904, Батавія, Голландська Ост-Індія — 19 листопада 1983, Унтерпіркач, Австрія) — нідерландський геолог, який цікавився структурною геологією, економічною геологією та вулканологією. Він відомий своїми роботами з цих питань і геології Індонезії.

## Життєпис
Рейнаут Віллем ван Беммелен народився в Батавії і провів свою молодість у Голландській Ост-Індії, де його батько Віллем ван Беммелен був директором Магнітної, метеорологічної та сейсмологічної обсерваторії. З 1920 по 1927 рік він вивчав гірничу інженерію в Делфтському університеті в Нідерландах. Серед його вчителів були Х. А. Брауер і Г. А. Ф. Моленграфф. Ван Беммелен став доктором філософії в 1927 році, дослідивши геологію Кордильєр-Бетіка. Він пройшов курси з вулканології в Неаполі, а потім працював у геологічній службі в Голландській Ост-Індії, де склав карту Яви та Суматри. У 1933—1935 роках вивчав педологію у Віденському технічному університеті. Після цього він повернувся на Яву, щоб продовжити там свої дослідження. Його головним інтересом була вулканологія (магма та пірокластичні породи), структурна геологія та тектоніка, особливо тектоніка плит.
Він зміг спостерігати активність гори Мерапі в 1930-х роках з вулканологічного поста в Бабадані на північно-західному схилі.
Коли японці окупували Голландську Ост-Індію під час Другої світової війни, Ван Беммелен і його дружина провели три роки в таборі для полонених. Він належав до невеликої кількості професіоналів, яким японці дозволили продовжувати роботу. Саме в той час йому вдалося опублікувати випуск 1941 року The Netherlands East Indian Volcanological Survey, який вийшов у 1943 році. Після закінчення війни вони переїхали до Нідерландів, де жили в Гаазі. Уряд Нідерландів доручив Ван Беммелену зібрати всю інформацію про геологію Індонезійського архіпелагу. (Ван Беммелен узагальнив цю інформацію в рукописі, знищеному під час війни). (Рукопис було довірено його помічнику, який відвіз його до Джок'якарти. Коли дипломатичні відносини між Нідерландами та Індонезією були встановлені, рукопис повернули йому. Тим часом Ван Беммелен зміг підготувати подібний документ, а в 1949 році його «Геологія Індонезії» була опублікована одразу після здобуття Індонезією незалежності. Тоді Ван Беммелен провів рік асистентом С. Г. Трустера в Утрехтському університеті, а потім працював консультантом у Shell.
Ван Беммелен пішов на пенсію в 1969 році. Geologie en Mijnbouw відзначила його сімдесятиріччя спеціальним випуском. Після смерті дружини в 1983 році він переїхав до Австрії, де невдовзі помер. Після його смерті був знятий скандальний серіал про його роль в евтаназії.

## Академічна кар'єра
У 1950 році Ван Беммелен став професором Утрехтського університету. Разом з М. Г. Руттен почав дослідження вулканології та палеомагнетизму Ісландії. Він керував сімома докторськими дисертаціями з тектоніки Італійських Альп і кількома дисертаціями з гідрології (його кафедра була економічної геології).
Ван Беммелен відомий своїм поясненням горотворення. У своїй книзі «Горобудування» він постулював свою теорію ундації. Механізм орогенезу був, згідно з Ван Беммеленом, у мантії. Через геохімічну диференціацію незначні відмінності в густині призвели б до вертикального потоку в мантії, що призвело б до орогенезу. Ці уявлення необхідно було узгодити з тектонікою плит як механізмом горотворення. У 1972 р. книга Ван Беммелена «Геодинамічні моделі, теорія фундаментальності» була включена в тектоніку плит.

## Праці
- van Bemmelen, R. W. (Reinout Willem) The Geology of Indonesia. The Hague: Government Printing Office; Martinus Nijhoff, 1949. 2 volumes (ван Беммелен, Р. В. (Рейнаут Віллем) Геологія Індонезії. Гаага: Урядова друкарня; Martinus Nijhoff, 1949. 2 томи)

## Інтернет-ресурси
- In Memoriam R. W. van Bemmelen